# Битка за Прозор
Битка за Прозор одвијала се између 23. и 25. октобра 1992. у Прозору у сјеверној Херцеговини између муслиманске Армије РБиХ и Хрватског вијећа одбране.

## Позадина
Прозор се налази на сјеверу Херцеговине. Смјештен је на прометници која спаја Херцеговину с Босном и која води од Бугојна и Горњег Вакуфа према Јабланици и Коњицу, односно Мостару. Према попису становништва из 1991, у Општини Прозор било је 62% Хрвата и 37% Муслимана. У самом средишту Општине, граду Прозору, било је 62% Муслимана и 34% Хрвата. Већа хрватска заједница била је у селу Румбоци, другом по величини насељу у општини. Рурална подручја су углавном била хрватска, док су муслиманска села била смјештена у источнм и југоисточном дијелу општине према општинама Јабланици и Коњиц.
Након првих демократским изборима одржаних у новембру 1990, локалну власт у Општини Прозор преузео је ХДЗ БиХ. Стање у Општини Прозор било је слично као у сусједним хрватским опшринама. На ситуацију су утицала збивања у СР Хрватској тако да је у општини дошло до заоштравања безбједносног стања и нарушавања међунационалних односа. Дошло је до организовања оружаних стража, контроле возила и путника, преграђивања путних праваца, пуцњаве и вјежби паравојних формација.
У мају 1991. хрватски цивили зауставили су колону ЈНА у селу Пологу у Општини Широки Бријег која се кретала према Сплиту. Друга колона ЈНА истовремено је стигла из Бања Луке на Купрешко поље те се почела кретати према Пологу како би уклонила застој колоне у Пологу. Хрватски цивили блокирали су пролаз и овој колони на цести Томиславград-Прозор у селу Варваре.
Након овог догађаја дошло је до организовања цивила који су чували страже око својих села и контроле возила и путника од стране наоружаних цивила. Избили су и нереди по граду у којима су разбијене ћириличне табле од стране хрватских становника. Полиција је у појединим случајевима прешла преко изграда, што је био указ на урушавање државног система на микроразини.
Цјелокупна ситуација смирила се потписивањем примирја између Хрватске и ЈНА 2. јануара 1992. у Сарајеву. Међутим, у марту су већ почели сукоби Хрвата и Срба у национално мјешовитим срединама. Такво мјесто био је и Купрес гдје је ХВО био поражен од стране ЈНА. Након пада Купреса, Рама је постала гранично подручје према Книнском корпусу ЈНА, односно од јуна 1992, Другог крајишког корпуса ВРС-а.
Ратна дешавања у прољеће и јун 1992, протекла су у трансформацији ЈНА у ВРС и настојањима српских снага да се у што краћем року домогну што више територије. Дејством ХВО-а против ВРС-а тај циљ био је само дјелимично реализован. Хрватске снаге везале су уз себе главнину српских снага, што је истовремено омогућило и Муслиманима да се одрже у мјестима гдје су били већина. Но, након смиривања ратне ситуације и малих корака на терену, дошло је до раста тензија између хрватских и муслиманских снага, односно ТО РБиХ (касније Армија РБиХ). На територији бивше СР БиХ било је мањих сукоба између Хрвата и Муслимана који нису привлачили пажњу јавности. Међутим, тек је сукоб у Прозору изазвао Муслиманско-хрватски сукоб који је обиљежио рат у БиХ 1993. и почетком 1994.